# إيدي نارتي
إيدي نارتي (بالإنجليزية: Eddie Nartey)‏ (مواليد 6 نوفمبر 1984)، هُو منتج أفلام ومُمثل ومُخرج غاني.

## وصلات خارجية
- إيدي نارتي على موقع IMDb (الإنجليزية)